# Motorway M-5 (Pakistan)
Der Motorway M-5 ist eine geplante Autobahn in Pakistan. Die Autobahn soll Teil der Nord-Süd-Strecke von Islamabad nach Karatschi sein und ist derzeit mit der Brücke über den Indus in Planung. Die geplante Länge beträgt etwa 84 km.

## Bau
Es ist noch nicht klar, wann die M-5 gebaut werden soll. Die Machbarkeitsstudie und Projektionsphase wurde abgeschlossen. Es werden Baukosten von 11,5 Milliarden PKR (entspricht ca. 94 Millionen Euro) geschätzt.

## Verlauf
Die folgenden Ortschaften liegen entlang der geplanten Strecke:
- Multan
- Muzaffargarh
- Dera Ghazi Khan